# União das Freguesias de Faíl e Vila Chã de Sá
União das Freguesias de Faíl e Vila Chã de Sá, kürzer Freguesia de Faíl e Vila Chã de Sá, ist eine Gemeinde (Freguesia) im Kreis (Concelho) von Viseu in Portugal.
In der Gemeinde leben 2.673 Einwohner auf einer Fläche von 15,70 km² (Stand nach Zahlen von 2011).
Die Gemeinde entstand im Zuge der Gebietsreform in Portugal am 29. September 2013 durch Zusammenlegung der bisherigen Gemeinden Faíl und Vila Chã de Sá. Vila Chã de Sá wurde Sitz der neuen Gemeinde.